# Exelon
Exelon Corporation (NASDAQ: EXC

) er et amerikansk energiselskab, der har hovedkvarter i Chicago, Illinois. De leverer elektricitet og naturgas til ca. 10 mio. kunder.
Exelon ejer seks forsyningsselskaber: Atlantic City Electric (New Jersey), Commonwealth Edison (Illinois), PECO Energy Company (Pennsylvania), Baltimore Gas and Electric (Maryland), Delmarva Power and Light (Delaware og Maryland) og Pepco (Washington, DC og Maryland).
Exelon Corporation blev etableret i år 2000 ved en fusion mellem PECO Energy Company (etableret i 1902) og Unicom Corporation (etableret i 1907).